# Ramsay MacDonald
James Ramsay MacDonald (12 de octubre de 1866-9 de noviembre de 1937) fue un político británico dos veces primer ministro del Reino Unido.
De orígenes humildes, entró en el Parlamento en las elecciones de 1906 y se convirtió en líder del Partido Laborista en la Cámara de los Comunes en 1914. Su oposición a la I Guerra Mundial le hizo impopular, perdió su escaño en las elecciones de 1918 y regresó al Parlamento en 1922, cuando los laboristas superaron a los liberales como el partido más grande del ala izquierda del espectro político en el Reino Unido. Su primer Gobierno -formado con el apoyo de los liberales en 1924- duró nueve meses, al ser derrotado en ese mismo año en las elecciones generales en medio de acusaciones de haber sido promocionado dicho Gabinete por el ministro de Asuntos Exteriores de la URSS, Grigori Zinóviev.
En 1929 los laboristas regresaron al poder, pero fueron arrastrados por la Gran Depresión, durante la cual el gobierno laborista se escindió por las demandas de realizar recortes en el gasto público para mantener el patrón oro. Así, en 1931, se formó un Gabinete de unidad en el que sólo había dos ministros laboristas, dando esto como resultado la expulsión de MacDonald del partido bajo la acusación de "traidor".
MacDonald permaneció como primer ministro del Gobierno de Unidad de 1931 a 1935. Durante este período su salud se deterioró rápidamente y se volvió inefectivo como líder. En 1935 perdió su escaño en la elección general, pero regresó por otra circunscripción y permaneció como Lord Presidente del Consejo, hasta que se retiró en 1937. Murió un año más tarde. Durante mucho tiempo ha tenido mala reputación, particularmente entre los laboristas, aunque su legado ha sido defendido extensamente por algunos historiadores.

## Infancia y juventud

### Primeros años
MacDonald nació en Lossiemouth, en Moray en el Noreste de Escocia. Era hijo ilegítimo del granjero John MacDonald y de la criada Anne Ramsay.
Aunque registrado en el nacimiento como James McDonald Ramsay, lo conocían como Jaimie MacDonald. Ser un hijo ilegítimo podría ser un problema serio en la Escocia presbiteriana del siglo XIX, pero en las comunidades rurales del Noreste esto era una cuestión menor. Una relación de 1868 de la Royal Commission on the Employment of Children, Young Persons and Women in Agriculture indicaba que los hijos ilegítimos eran alrededor de 15% y no está claro en que extensión el estigma de hijo ilegítimo afectó a MacDonald durante su vida. 
Recibió educación elemental en la escuela de la Iglesia Libre de Escocia, en Lossiemouth, y desde 1875 en la escuela de la parroquia de Drainie. En 1881 era profesor en Drainie, y se inscribió como funcionario de la escuela como 'J. MacDonald'. Permaneció en este puesto hasta el 1 de mayo de 1885, cuando asumió el de asistente de pastor en Brístol. Fue allí donde se unió a la Federación Democrática, una radical secta extrema. Esta organización terminó cambiando su nombre meses más tarde al de Federación Social Democrática. MacDonald permaneció allí hasta que se convirtió en la Sociedad Socialista de Brístol; pero regresó a Lossiemouth antes de terminar el año por razones desconocidas. A principios de 1886 ya se encontraba de vuelta en Londres.

### Londres
MacDonald llegó a Londres sin trabajo pero tras varios trabajos temporales de poca importancia, encontró empleo como encargado de facturación. Mientras tanto, fue profundizando en sus credenciales socialistas. Se unió de forma enérgica a la Socialist Union de C. L. Fitzgerald, que tenía como objetivo del progreso de los ideales socialistas a través del sistema parlamentario.
MacDonald presenció el Domingo Sangriento (el 13 de noviembre de 1887, en Trafalgar Square) y, en respuesta a ello, publicó un panfleto en el Pall Mall Magazine titulado Remember Trafalgar Square: Tory Terrorism in 1887.
MacDonald tenía un gran interés en la política escocesa. El primer proyecto de Home Rule del primer ministro Gladstone inspiró la puesta en marcha de una Scottish Home Rule Association en Edimburgo. Durante tiempo apoyó la autonomía para Escocia, pero observando poco apoyo por parte de los escoceses radicados en Londres. Dicho interés en la política y la autonomía de Escocia lo conservó toda su vida, como se ve en Socialism: critical and constuctive, publicado en 1921, donde escribió: «La anglificación de Escocia se ha procedido rápidamente para daño de su educación, de su música, de su literatura, de su genio, y la generación que está creciendo se encuentra desarraigada de su pasado».
La política, en 1890, era menos importante para MacDonald que el tener un empleo. Para ello fue a clases vespertinas de Ciencia, Botánica, Agricultura, Matemáticas y Físicas en la Birkbeck Literary and Scientific Institution, pero su salud se resintió llevándole a la extenuación una semana antes de los exámenes. En 1888 se empleó como secretario personal de Thomas Lough, el cual era comerciante de té y un político de corte radical. Lough fue elegido diputado liberal por West Islington en 1892, abriéndose muchas puertas para MacDonald, obteniendo acceso al National Liberal Club. En 1892, dejó su trabajo como secretario personal para convertirse en periodista, pero no tuvo un éxito inmediato. Para entonces fue por cierto tiempo miembro de la Sociedad Fabiana y estuvo asistiendo a clases y tomando notas en la London School of Economics y otros lugares.

### Carrera política
En 1893, Keir Hardie fundó el Partido Laborista Independiente, Independent Labour Party, que se estableció como un movimiento de masas y MacDonald entró en él, siendo nombrado candidato por Southampton y derrotado claramente en las elecciones de 1895. En 1900 lo hizo por Leicester, tampoco consiguiéndolo en esta ocasión y, además, siendo acusado de haber dividido el voto liberal y permitiendo la victoria del candidato conservador.
Ese mismo año de 1900 se convirtió en Secretario del Comité de Representación Laborista, el precursor del actual Partido Laborista; en 1906 cambió su nombre al de Partido Laborista y absorbió el Partido Laborista Independiente. MacDonald fue elegido diputado por Leicester ese mismo año. En ese tiempo los laboristas formaron una coalición con los Gobiernos liberales de Henry Campbell-Bannerman y Herbert Henry Asquith. Macdonald era el líder de la facción izquierdista del partido, argumentando que los laboristas deberían desplazar a los liberales como la principal fuerza política a la izquierda.
Se convirtió en líder del partido en 1911, pero su esposa enfermó de sepsis y murió, afectando de manera grave a MacDonald.
MacDonald siempre tuvo un gran interés en los asuntos exteriores, realizando varios viajes con su esposa a varias posesiones británicas, como Sudáfrica o Canadá, y del efecto que la guerra tendría en ellas. Aunque el Partido Laborista era considerado como un partido pacifista y antimilitarista, cuando la guerra estalló en 1914, el patriotismo pasó a primera plana, apoyando al Gobierno en el crédito para la guerra. 
En las elecciones de 1923 los conservadores no obtuvieron mayoría suficiente. El primer ministro Stanley Baldwin intentó gobernar en minoría pero no superó la cuestión de confianza a la que le conminó McDonald y este terminó formando gobierno con el apoyo de los liberales. Pero este frágil apoyo se rompió a la vuelta del verano y McDonald, buscando un mayor apoyo parlamentario convoca elecciones de nuevo. Sin embargo estas devuelven a los conservadores al gobierno y McDonald tendrá que conformarse con la jefatura de la oposición. 
Tampoco logra la victoria en las ajustadas elecciones de 1929 pero, dado el sistema electoral británico, obtiene el mayor apoyo parlamentario aunque sin mayoría absoluta. No obstante logra formar gobierno en minoría con los puntuales apoyos de los liberales de Lloyd George. En octubre sobreviene el crack bursátil y la posterior crisis económica que azota Europa en los años siguientes. La situación se vuelve especialmente crítica en el verano del 31. McDonald está dispuesto a presentar su dimisión si no se admite su propuesta de un Gobierno de Concentración Nacional y este termina saliendo adelante. Pero el grueso del partido laborista lo interpreta como una traición y McDonald se ve obligado a abandonarlo y formar su propio partido (Nacional Laborista). 
Forzado por sus compañeros de coalición convoca nuevas elecciones en octubre. Su partido obtiene una representación meramente testimonial y el viejo Partido Laborista, ahora liderado por su antiguo camarada Arthur Henderson se hunde literalmente. La situación favorece a los conservadores que superan claramente el 50% de los sufragios y obtienen una cómoda mayoría. Pero sorprendentemente, su líder, Baldwin, dada la incertidumbre económica que envuelve al país, insiste en el gobierno de concentración y apoya a McDonald para que siga siendo primer ministro. 
Esta última fase de su vida política está llena de incoherencias. Su poder se halla notablemente limitado y refrendado por Baldwin y Chamberlain, los nuevos dueños de la situación. No obstante McDonald se mantiene al frente del gobierno hasta la definitiva derrota laborista del 35 que vuelve a aupar a Baldwin al gobierno. 
La salud de McDonald (ya delicada en sus últimos días de mandato) empeora en los meses siguientes. En 1937 sobrevive a un severo deterioro. Para su completa recuperación los médicos le recomiendan unas largas vacaciones. Así toma un barco en compañía de su esposa y, cuando parecía más recuperado, muere repentinamente a bordo.

## Vida privada
Se casó con Margaret Ethel Gladstone (sin ninguna relación familiar con el primer ministro del mismo apellido) en 1896, que era de una familia no muy rica, pero que vivía de manera holgada. Esto permitió que el matrimonio viajase por varios países: Canadá y Estados Unidos en 1897, Sudáfrica en 1902, Australia y Nueva Zelanda en 1906, y la India en varias ocasiones.
El matrimonio fue muy feliz, teniendo seis hijos, entre ellos: Malcom MacDonald (1901-1981), político, diplomático y gobernador colonial; Ishbel MacDonald (1903-1982); Alister Gladstone MacDonald (1898-1993), arquitecto.